# Ваља Глодулуј (Муреш)
Ваља Глодулуј (рум. Valea Glodului) насеље је у Румунији у округу Муреш у општини Ваља Ларга. Oпштина се налази на надморској висини од 349 m.

## Становништво
Према подацима из 2002. године у насељу је живело 176 становника, од којих су сви румунске националности.